# Gillsville
Gillsville – miasto w Stanach Zjednoczonych, w stanie Georgia, w hrabstwie Hall.